# Солфатара (вулкан)
Солфатара је ниски вулкански кратер у близини града Поцуолија, недалеко од Напуља у јужној Италији. Представља део вулканске области Флегрејска поља, а налази се на 458 метара надморске висине. Старост стена Солфатаре се процењује на око 40.000 година.
Име Солфатара потиче из латинске синтагме Sulpha terra (ч. „сулфа тера”), што значи „земља сумпора” или „сумпорна земља”. 

## Карактеристике
Солфатара је успавани вулкан, који још увек емитује млазове пара са сумпорастим испарењима. Настао је пре око 4.000 година, а последњи пут ерумпирао је 1198. године оним што је највероватније фреатска ерупција — експлозивна паром подстакнута ерупција вулкана која настаје услед међуделовања подземних вода са магмом. Под кратера садржи велики број фумарола (отвори из којих избија водена пара и разни гасови), а нарочито њихових подврста које се зову солфатаре (фумароле из којих избија водоник-сулфид, тзв. „гас смрдљивац”, молекулске формуле ), те базена блата. Подручје око кратера је добро познато по својим брадисеизмичким активностима (постепеним спуштањима или подизањима терена).

## Историја
Солфатара кратер је у прошлости служио као рудник сумпора, а данас је под кратера популарна туристичка атракција због великог броја фумарола, солфатара и базена блата. Испарења са вулкана су се користила у медицинске сврхе још од античких римских времена. Солфатара се званично отворила за посетиоце године 1900, а до тада је била позната дестинација због свог вулканског феномена, лековитих својстава воде у којој је садржан сумпор, те термалних извора. Између 18. и 19. века, Солфатара је постала популарна туристичка дестинација као једна од 40 најбољих термалних бања Флегрејских поља.
Овај вулкан представља место на коме је први пут изолована термоацидофилска археја (прабактерија, једноћелијски прокариотски организам са углавном затвореним молекулом ДНК) домене Sulfolobus solfataricus. Археја је име довила по вулкану, јер је и већина врста рода Sulfolobus названа по месту на коме је изолована по први пут.
Године 305, на локацији Солфатаре, свецу заштитнику Поцуолија — Прокулу из Поцуолија, те свецу заштитнику Напуља — свештеномученику Јануарију, одрубљене су главе. Антички писац Страбон (око 64/63. п. н. е. — око 24. н. е.) је овај вулкан назвао Forum Vulcani, чиме га је описао као место становања римског бога ватре и њене разорне моћи Вулкана те као место уласка у Хад.

## Галерија
- Базени блата на Солфатари у крупном плану
- Фумарола средње величине на Солфатари
- Највећа фумарола Солфатаре
- Панорамски поглед на југоисточну страну кратера Солфатара